# Обробка даних з допомогою людей
Людино-орієнтований метод комп'ютерного моделювання (Людино-орієнтована комп'ютерна обробка даних, англ. Human-based computation) — метод комп'ютерної обробки даних в якому певна частина дослідження здійснюється через аутсорсинг, передання частини завдань людині та використання на певних етапах дослідження саме людських навичок, оскільки штучний інтелект був би менш ефективний для виконання певних завдань. Цей підхід використовує відмінності у здібностях, і альтернативні витрати між людиною і комп'ютером для досягнення максимально ефективної взаємодії людини з комп'ютером. У традиційній інформатиці, людина використовує комп'ютер, щоб вирішити проблему, забезпечує формалізований опис проблеми для нього, і приймає рішення, як інтерпретувати отримані результати. Метод обчислень, що базується на людському факторі часто змінює ролі. Людина або група людей, пропонують свої варіанти вирішення проблеми, а комп'ютер збирає, інтерпретує, і об'єднує ці рішення.

## Історія досліджень
Людино-орієнтоване моделювання бере свій початок від ранніх робіт щодо інтерактивного еволюційного моделювання Річарда Доукінза. Еволюційне моделювання — спосіб моделювання, що використовує для побудування інтелектуальних схем методи, які нагадують теорію еволюції Дарвіна. У електронному додатку Biomorphs до його книги Сліпий годинникар переваги людини експериментатора використовуються для дослідження та керування зміною двовимірних наборів лінійних відрізків. переваги людини експериментатора використовуються для дослідження та керування зміною двовимірних наборів лінійних відрізків. По суті, ця програма просить людину виконати функцію допасованості еволюційного алгоритму (різновид цільової функції, функція оцінки придатності рішення, відбору його для вирішення мети). Еволюційний алгоритм — це алгоритм пошуку правильного рішення задач оптимізації і моделювання шляхом послідовного підбору, комбінування і варіації шуканих параметрів з використанням механізмів, що нагадують біологічну еволюцію. Відповідно за його допомогою здійснюється еволюційне моделювання. Але в даних дослідженнях людина для виконання алгоритму може використовувати свої почуття людського зорового сприйняття і естетичного судження, яких немає у штучного інтелекту. Для звичайного еволюційного алгоритму цього здійснити не можна. Крім того, важко отримати достатню кількість оцінок від однієї людини, якщо ми хочемо дослідити більш складні форми. Тому виникла необхідність залучити велику кількість людей.
Віктор Джонсон (Victor Johnston) і Карл Сімс (Karl Sims) розширили цю концепцію шляхом використання суджень багатьох людей для оцінки придатності (Johnston, 1991; Sims, 1991). За допомогою їх програм можна розробляти, наприклад, твори мистецтва, використовуючи думку громадськості. Ці програми ефективно змінили процедуру загальної взаємодії між комп'ютером і людиною. У них комп'ютер є більше не пристроєм для обчислень людини, а координатором для об'єднання зусиль багатьох людей оцінювачів. Ці та інші подібні дослідницькі зусилля стали темою дослідження в інтерактивному еволюційному моделюванні або моделюванні естетичного відбору, проте рамки даного дослідження були обмежені оцінкою аутсорсингу (розподілу) функцій між комп'ютером і людиною.
У подальших дослідженнях Косорукова та Голдберга (Kosorukoff, Goldberg, 2002) з'явилася концепція людино-орієнтованого генетичного алгоритму (human-based genetic algorithm).
Звичайний генетичний алгоритм — це підвид еволюційного алгоритму, основною якого є використання оператора рекомбінації (схрещення) як основного механізму пошуку. Це ґрунтується на припущенні, що частини оптимального розв'язоку можуть бути знайдені незалежно та рекомбіновані для отримання кращого розв'язку. Згідно з ЛОГА(HBGA) всі операції типового генетичного алгоритму виконуються людським інтелектом. Він передбачає участь людини в декількох різних ролях. Людина не обмежується роллю оцінювача, і може виконувати більш різноманітний набір функцій. Зокрема, вносити свої інноваційні рішення в процесі оцінки, внести додаткові зміни в наявні рішення і виконувати інтелектуальні рекомбінації. В результаті цього аутсорсингу, можуть оброблятися зображення та дані, для яких не існує відповідних операторів штучного (комп'ютерного) моделювання, наприклад, людські мови. Таким чином, ЛОГА усуває необхідність у фіксованій репрезентативній схемі, яка була обмежувальним фактором еволюційного моделювання. Ці алгоритми можуть також розглядатися як нові форми моделювання, що координуються за допомогою комп'ютерної програми.
У 2005 році американський вчений гватемальського походження Луіс вон Агн вперше вжив термін «human computation» в своїй кваліфікаційній роботі для отримання Ph.D.
Під ним він мав на увазі майже те, що розуміють під ним зараз — комбінування методів, що поєднують людський і штучний інтелект для проблем, де тип тільки одного інтелекту був би неефективний. Крім того, цей самий вчений один із розробників комп'ютерних тестів CAPTCHA (для визначення: де задіяна людина, а де комп'ютерна програма) та reCAPTCHA (для оцифровування книг і розпізнавання текстів). А також спеціального типу комп'ютерних ігор — Games with a Purpose, де люди насолоджуються грою, і водночас своїми діями допомагають розв'язку проблемних завдань. Зокрема він автор the ESP Game.

## Класифікація методів людино-орієнтованого моделювання
Людино-орієнтований метод моделювання використовує можливості штучного та людського інтелектів, змінюючи їх місцями та чергуючи для різних завдань. Вчений Алекс Косоруков (Kosorukoff 2000) запропонував шлях групування людино-орієнтованих методів моделювання в 3 класи. У наступній таблиці описуються чотири класи моделювання, в трьох з яких на людину покладається певна роль.
| Розподіл функцій в моделюванні                                         | Розподіл функцій в моделюванні | Розподіл функцій в моделюванні          | Розподіл функцій в моделюванні |
| Агент відбору рішень(селектор) Агент створення нових рішень(інноватор) | Комп'ютер                      | Людина                                  |                                |
| Комп'ютер                                                              | Генетичний алгоритм            | Інтерактивний генетичний алгоритм       |                                |
| Людина                                                                 | Комп'ютерний тест              | Людино-орієнтований генетичний алгоритм |                                |
| ---------------------------------------------------------------------- | ------------------------------ | --------------------------------------- | ------------------------------ |

За цією таблицею людино-орієнтовані методи можуть бути класифіковані за наступними абревіатури: HC, CH, HH. H — human (людина); C — computer. Тут перша буква визначає тип агентів створення рішень (розробляє варіанти для вирішення), друга літера вказує тип агентів відбору рішень (хто приймає рішення серед можливих варіантів, розроблених агентами створення рішень). У випадку HH всі функції передані людині. У деяких варіантах методу (вікі є найбільш поширеним прикладом), функція відбору рішень виконується обмеженим колом людей, тоді використовується маленька літера h.

## Приклади методів людино-орієнтованого моделювання

### Ігри для програмістів
Дарвін — (розробка вчених Vyssotsky, Morris, McIlroy, 1961) та Core War (розробка Jones, Dewdney 1984) гра для програмістів— комп'ютерна гра в якій людина «прямо» не впливає на гру (тобто не грає в неї у звичному сенсі). Замість цього людина пише програмний код для керування об'єктом гри (наприклад: танком, роботом, колонією бактерій абощо), який бореться з подібними об'єктами — ціль знищити ворогів.
Гра Core War
У цих комп'ютерних іграх змагаються кілька програм, написаних програмістами. Дарвін — одна з перших комп'ютерних ігор для програмістів, розроблена в 1961 році співробітниками дослідницького центру Bell Labs В. А. Висоцьким (V. А. Vyssotsky), Макілроем (McIlroy) і Робертом Морісом (Robert Morris sr.), для комп'ютерів IBM 7090, в якій було кілька асемблерних програм, названих «організмами», що завантажувалися в пам'ять комп'ютера. Гра Core War — різновид гри Дарвін. Організми, створені одним гравцем (тобто такі, що належать до одного виду), повинні були знищувати представників іншого виду і захоплювати життєвий простір. Переможцем вважався той гравець, чиї організми захоплювали всю пам'ять. Гравці можуть змінювати, і рекомбінувати, і копіювати один в одного стратегії для поліпшення своїх шансів на перемогу. Людина створює програми, які тестуються за допомогою комп'ютера. Отже, виконується абревіатура HC: людський інтелект (H) створює рішення(розробляє варіанти для вирішення), а штучний інтелект (C) приймає рішення серед можливих варіантів, яка програма найкраще підходить.

### Інтерактивне еволюційне моделювання
Інтерактивне еволюційне обчислення або моделювання естетичного відбору є одним із підвидів моделювання, що використовує людські оцінки. Зазвичай людська оцінка необхідна, коли функцію допасованості не можна визначити за допомогою штучного інтелекту (наприклад, для визначення візуальної привабливості), або у випадку, коли результат оптимізації повинен відповідати особливим вимогам користувачів (наприклад, смак кави або гама кольорів). Інтерактивне еволюційне моделювання дозволяє користувачеві створити абстрактний малюнок, вибравши з-поміж зображень. Людина виконує тільки оцінку придатності рішення, а програмне забезпечення виконує роль створення рішень. [Unemi 1998]
Електрична вівця (Electric Sheep) — проект розподілених обчислень (розподіленого моделювання) для розробки комп'ютерної графіки. За допомогою програми створюються спеціальні геометричні фігури (фрактальне полум'я, Fractal flame), що розподіляються на комп'ютери, підключені до мережі. В свою чергу комп'ютери відображають їх у вигляді звичайного скрінсейверу (заставки). Назва походить від науково-фантастичного роману Філіпа Діка «Чи мріють андроїди про електричних овець?». Геометричні фігури, що створюються ніби символізують сни комп'ютерів (вівці, пов'язані зі сном також в англійській мові).
Розподілені обчислення(розподілена обробка даних, англ. Distributed computing) — спосіб розв'язання трудомістких обчислювальних завдань з використанням двох і більше комп'ютерів, об'єднаних в мережу. Розподілені обчислення є окремим випадком паралельних обчислень, тобто одночасного розв'язання різних частин одного обчислювального завдання декількома процесорами одного або кількох комп'ютерів.Фрактал(лат. fractus — подрібнений, дробовий) — нерегулярна, самоподібна структура. В широкому розумінні фрактал означає фігуру, малі частини якої в довільному збільшенні є подібними до неї самої.
Програма Електрична вівця є простою навіть для звичайних користувачів, після встановлення, на комп'ютері вона відображається як заставка. Крім того, людина може взяти активнішу участь у проекті, самостійно створюючи відео файли та завантажуючи на сервер. Заставки розважає користувача, і водночас його комп'ютер використовується для комерційного проекту, їхні вподобання враховують при розробці копютерної графіки. Зараз є близько 500.000 активних користувачів даної програми.
Мотив овець переноситься на інші аспекти проекту. Близько 100 відео овець зберігається на сервері, і до них є доступ в будь-який час. Цю сукупність називають «стадо». Створення нового відео називається розведенням; зміни в старому мутаціями і т. д.
Параметри за допомогою яких програми генерують ці відео вівці створюються декількома способами: по-перше їх заздалегідь задають учасники спеціальної поштової розсилки Electric Sheep, також учасники можуть змінювати параметри уже після скачування. Крім того, відео вівця може бути створена адміністраторами серверу, куди надходять відео (пастухами). Також користувачі можуть голосувати за овець, що їм подобається або не подобається, і потім це голосування використовується для генерування нових відео овець.

### Вікітип сайтів
(Hh)Це вебсайт (або інша гіпертекстова збірка документів), що дозволяє користувачам змінювати самостійно вміст сторінок через браузер, використовуючи спрощену і зручнішу, порівняно з HTML, вікі-розмітку тексту. Слово вікі походить з гавайської мови й означає «хуткий» або «швидкий». Даний тип вебсайтів був розроблений (Вардом Каннінгамом) у 1995 році.
Це формат сайту вікіпедії, де можливе редагування вебконтенту багатьма користувачами, тобто підтримання двох типів створень рішень людиною (створення нової сторінки, можливість її додаткових змін). Тим не менш, адекватного механізму вибору з-поміж рішень не існувало до 2002 року, коли на сайті Вікіпедії з'явилися можливості перегляду історії, що дозволило легше виправляти неправильні зміни. Це забезпечило засоби для відбору серед декількох версій однієї і тієї ж сторінки. Вікі стиль сайту став інструментом підтримки спільного доповнення змісту.
Відкрита філософія більшості вікі — дозволяти будь-кому змінювати вміст — не гарантує, що наміри таких редакторів завжди добрі. Більшість публічних вікі уникають обов'язкових реєстраційних процедур. Однак багато з найбільших вікі-систем (включно з MediaWiki, MoinMoin, TWiki) мають певні методи з обмеження доступу до написання тексту. Деякі вікі-системи дають можливість забороняти редагування певним індивідуальним користувачам, чого можна досягти, блокуючи конкретні Ай-Пі адреси або імена користувачів, якщо вони відомі. Правда, з цим бувають і певні технічні проблеми.
Загальним способом захисту від настирливих «вандалів» є просто дозволити їм зіпсувати стільки сторінок, скільки ті бажають, знаючи, що ці сторінки легко відстежити та змінити назад після того, як вандал піде. Однак ця стратегія швидко може стати непрактичною, оскільки злість або почуття власної неповноцінності таких осіб можуть змусити їх систематично псувати чужі статті.
В разі надзвичайних ситуацій, деякі вікі дозволяють перемикати бази даних в режим, коли вони доступні тільки для читання. Інші застосовують політику, що дозволяє продовжувати редагування тільки давнім користувачам, які зареєструвалися до якоїсь довільно обраної дати. Однак загалом кажучи, будь-яку шкоду, завдану «вандалом», можна швидко та легко виправити. Проблематичнішими є непомітні помилки, які вставляють у сторінки. Приклад: зміни в датах випусків альбомів співаків, їхньої дискографії.
У крайніх випадках, багато вікі дають змогу захистити певні сторінки від редагування. Наприклад, захищені сторінки Вікіпедії можуть редагувати тільки адміністратори, які можуть також знімати такий захист. Але зазвичай вважають, що така практика суперечить основній філософії вікі, а тому її, як правило, уникають. Наприклад, англійська Вікіпедія водночас має, щонайбільш, кілька десятків захищених сторінок — із понад двох мільйонів (за даними на грудень 2007).

### Людино-орієнтований генетичний алгоритм
(HH)Використовує водночас тільки здібності людини для вибору рішення і трьох типів створення нових рішень (створення нового змісту, його зміни та рекомбінації). Таким чином, всі оператори типового генетичного алгоритму передані людині (звідси і назва людино-орієнтований). HBGA (ЛОГА) — методи дуже нагадують ті, що застосовуються в генній інженерії. В обох випадках інноваторами і селекторами рішень є люди. Основна відмінність полягає в тому, що в даному випадку йде дослідження електронних, а не генетичного матеріалу. Як уже згадувалося вище, рекомбінації (схрещення) використовуються як основний механізм пошуку рішення. HBGA використовує ідеї cumulative learning(кумулятивного навчання) — вивчення проблеми разом із іншими проблемами одночасно. Це дозволяє досягти синергії, тому що рішення можуть бути узагальнені і використані повторно між кількома проблемами. Це також полегшує виявлення нових проблем, що мають різний рівень важливості і правильного розподілу розподіл ресурсів між проблемами різного значення. Вибір представлення даних значно спрощується в HBGA, оскільки людської мови є достатньо для адекватної репрезентації.
Методологія HBGA була значною мірою розроблена протягом 1999—2000 років з аналізу проекту Free Knowledge Exchange (Безкоштовний обміну знаннями), який був запущений влітку 1998 року, в Росії (Alex Kosorukoff, 1999). В даний час[коли?] ряд інших проектів, що реалізували ту ж модель. Наприклад, Yahoo! Answers і Quora, коли одна людина відповідає, а інші дають відповідь, отримуючи за це збільшення статусу на сайті.
Даний алгоритм застосовується в управлінні знаннями (англ. knowledge management), також використовується термін «Менеджмент знань» — це систематичні процеси, завдяки яким знання, необхідні для успіху організації, створюються, зберігаються, розподіляються і застосовуються. А також в інтеграції знань з різних джерел, розробці дизайну, якщо для вирішення задачі потрібно застосувати людську мову. Крім того в електронному урядуванні (коли комп'ютерні технології застосовуються для надання урядових послуг). Часто електронні системи є ефективнішими, оскільки зменшують рівень корупції.
Ідеї людино-орієнтованого генетичного алгоритму була використана під час одного з досліджень в 2011, коли велика кількість людей була тестована для вивчення творчості через комбінування ескізів (Yu and Nickerson, 2011). 1047 людей брали участь в ітеративній розробці, оцінці та комбінації ескізів на комп'ютерах. Ітеративний означає багаторазове виконання одного й того ж завдання для наближення до правильного результату. Зокрема, учасники даного дослідження виконували ескізи стільців для дітей. Їх було розділено на декілька груп. Одна частина розробляла перше покоління стільців, інша частина учасників повинна була створити нові стільці на основі перших, вибравши та скомбінувавши найкращі ознаки від кожного з них. Третя частина оцінювала та повинна була вибрати найкращі стільці з-поміж ескізів 1-ї та 2-ї групи. І слід сказати, що стільці 2-ї групи були вище оцінені. Аналіз еволюції дизайну стільців дозволяє прослідкувати, що учасники не тільки перейняли всі найкращі риси стільців, і змінювали наявні особливості, але і додавали багато свого. Ці результати показують, що дизайн, що враховує думку багатьох (англ. crowd based design, населення-орієнтований дизайн, натовп-орієтований дизайн) може бути дуже ефективним. Це новий шлях взаємодії штучного та людського інтелектів щодо дизайну та творчості, що використовує думку багатьох. Дуже можливо, що такий метод в дизайні буде на далі значно розвиватися, оскільки одній людині важче прослідкувати, що може задовольнити багатьох. ідея Одначе таке дослідження, звичайно ж, потребує коштів і часу.

### Соціальний пошук
(HH)Соціальний пошук або соціальні пошукові системи — типу вебпошуку, який враховує соціальні зв'язки та інтереси людини (Social Graph), що робить пошукові запити. Такий пошук значно відрізняється від встановлених підходів до пошуку, де актуальність шуканої інформації визначається шляхом аналізу тексту кожного документа або посилання структури документів. Результати пошуку значною мірою ґрунтуються на контенті, який людина переглядала в інтернеті, чому вона більше приділяла уваги, її коментарях на різних сайтах, власного контенту, який вона поширювала в інтернеті. Також схожий підхід використовується рекламі Google-mail, що ґрунтується на розсилках, що приходять на вашу пошту. Youtube пропонує переглянути відео на основі тих, що ви дивилися раніше.
Соціальний пошук здійснюється в різних формах, починаючи від простих загальних закладок та поміток контенту до більш складних підходів, що поєднують використання людського та штучного інтелектів. Часто користувач може вказувати, що ця інформація йому більш або менш важливіша. Соціальний пошук дозволяє зміни з боку користувачів, людські оцінки використовуються, щоб вибрати найліпші та найбільш потрібні, вони потрапляють у верхню частину списку. Зокрема у деяких соціальних мережах можна вказувати, що інформація є вам цікавою більше або менше. Практика дуже розвинена на новинних соціальних сайтах Digg і Reddit. На звичайних новинних сайтах адміністратори вирішують, що цікавіше, і що буде на головній сторінці. На даних сайтах новини розміщуються самими користувачами, які голосують, що цікавіше для них. Новини, які набирають більше голосів, розміщуються на головній сторінці, та вгорі списків.

### Комп'ютерні тести
(HC)Комп'ютер сам створює проблему і пропонує її для оцінки та вирішення. Наприклад, CAPTCHA тест — «completely automated public Turing test to tell computers and humans apart». Відомий англійський учений Алан Тюрінг ще в середині 20 століття сформулював Тест Тюрінга для визначення спроможності штучного інтелекту до мислення, на основі якого й було створено CAPTCHA. Сам термін з'явився у 2000 році. Комп'ютерною програмою створюється проблема для комп'ютерних користувачів. Найчастіше потрібно набрати літери, що зображені на малюнку. Так розпізнається людина чи комп'ютерна програма є зараз задіяна. Дана проблема є легкою для людини і важкою для штучного інтелекту. CAPTCHA тести є ефективними заходами безпеки для запобігання зловживанням онлайн-сервісами через автоматизовані системи, такі як спам, або злам акаунту. Зусилля людського та штучного інтелектів, витрачені інакше, були би неефективними.
Система reCAPTCHA використовує схожу систему використання людських навичок для оцифровування старих книг. Оскільки такі книги часто містять символи, які не можуть розпізнанні за допомогою програмного забезпечення для оптичного розпізнавання символів. Тому їх розпізнають люди (von Ahn et al., 2008).

### Інтерактивні онлайн ігри
(HC)Програми, за допомогою яких люди використовують свої знання для вирішення проблем, при цьому граючися. Значні розробки у даному напрямі були здійснені вченими Бургенером та вон Агном (Burgener, 1999; von Ahn 2003). Так звані GWAP (англ. Games with a Purpose). Багато людей у сучасному світі дуже захоплюються комп'ютерними іграми, і приділяють цьому дуже багато часу. В даних іграх людина розважається, і в цей же час виконує корисну роботу. Завдання їх можуть включати, наприклад, підписування картинок, що потім буде використано для поліпшення вебпошуку або ж транскрибування тексту, де це не може виконати штучний інтелект.
Луіс вон Агн розробник гри the ESP. Залогінившися на сайті он-лайн гри, користувач автоматично прив'язується до іншого випадкового користувача — свого партнера. Вони не знають один одного, і не можуть спілкуватися. Обом їм показують одне і те ж зображення. Їх завдання полягає в узгодженні слів, які були б найкращими підписами для зображень. Картинка буде підписана лише тоді, коли обидва погодяться на такий підпис. Вони мають дві з половиною хвилини для підпису 15 зображень.
Обидва партнери мають змогу відмовитися підписати зображення. Якщо один користувач відмовився робити підпис під певним зображенням, то обоє переходять до нової картинки. У грі просять використовувати лише очевидні підписи, які, швидше за все, будуть узгоджені з партнером.
Але такі підписи, дуже часто, уже отримані системою від попередніх разів, і додають мало інформації для розвитку системи. Тому існують «табу» слова, які не можуть бути введені як можливий варіант. Це робить гру складнішою, тому що зменшує кількість можливих підписів. Такі слова визначаються системою автоматично після певної кількості введень. Для перевірки чесності відповідей, проте існують спеціальні зображення уже давно відомих картинок. Якщо користувачі відповідають на них не правильно, то їхні дані надалі не будуть братися до уваги.
Ще один приклад GWAP, що дозволяє розв'язати реальні наукові проблеми, — онлайн-головоломка Foldit, створена вченими Вашингтонського університету. У цій грі користувачі отримують завдання оптимальним чином укласти певний білок у просторі, також є можливість взяти участь у розробці автоматизованих алгоритмів для передбачення конформації білків. Гравці Foldit вже допомогли встановити структуру ретровірусної протеази вірусу мавп Месона-Пфіцера, модифікувати фермент, що каталізує реакцію Дільса-Альдера, таким чином, що його активність зросла у 18 разів, також були створені успішні алгоритми для передбачення просторової структури білків.

### Людино-орієнтований метод моделювання, як форма соціальної організації
У деяких випадках людино-орієнтований метод моделювання, як форма соціальної організації часто виявляється більш надійним і продуктивним, ніж традиційні форми організацій (Kosorukoff і Goldberg, 2002). Річ у тому, що всередині організацій існують певні правила, які підтримують більш-менш фіксовану структуру, функціональність і стабільність інституції. Кожна організація — ніби механізм, а її члени, люди — складові частини механізму. Тим не менш, це обмежує свободу співробітників і часто є причиною стресу. Багатьом людям, на відміну від механічних частин, важко адаптуватися до певної фіксованої ролі, яка буде найбільше сприяти розвитку організації. Проекти людино-орієнтованого моделювання пропонують вирішення цієї проблеми у наступний спосіб. Вони адаптують організаційну структуру відповідно до людських почуттів, бажань, творчих задумів, щоб використовувати їх максимально ефективно та у конструктивному руслі. Це зменшує залежність від правил і зобов'язань організації, та робить людей щасливішими.
Для прикладу можна навести технології аутсорсингу, розподіленого за алгоритмами, що використовуються в людино-орієнтованих методах моделювання. Річ у тому, що вони є набагато більше масштабні (тобто для завдання залучається більша кількість людей, тому завдання чітко розподілені між різними рівнями), ніж ручні або інші методи, що традиційно застосовуються для управління аутсорсингом. Саме ця масштабованість дозволяє легко розподіляти завдання та зусилля між багатьма учасниками. Є думки, що останнім часом цей вид аутсорсингу настільки сильно відрізняється від традиційного дрібного аутсорсингу, щоб потребує нової назви — краудсорсинг(Howe, 2006).
Краудсорсинг (англ. crowdsourcing, crowd — «натовп» і sourcing — «використання ресурсів») — передача певних виробничих функцій невизначеному колу осіб для розв'язання ними проблеми (на підставі публічної оферти, без укладання трудового договору). Термін вперше введений письменником Джефом Хауї (англ. Jeff Howe) і редактором журналу «Wired» Марком Робінсоном (англ. Mark Robinson). Виробники покладаються на випадкових користувачів не тільки у питанні формулювання потреб, але й у визначенні продуктів і вдосконалень, які б задовольнили ці потреби. Вони роблять спеціальні он-лайн опитування, пропонують людям ділитися з ними думками. Часто такі консультації є безкоштовними, або мало оплачуваними, проте є приклади і грошових винагород. Оскільки є люди, що готові поділитися своїми ідеями з компанією, виключно через бажання побачити ці ідеї втіленими у виробництві. Отже, люди розвивають науку, отримуючи при цьому задоволення.
Найвідоміші приклади краудсорсингу: «Вікіпедія» — вільна енциклопедія. Пропонує користувачам самим редагувати статті. «Microsoft» — транснаціональна компанія з виробництва програмного забезпечення для обчислювальної техніки. Використовує метод краудсорсинґу, залучаючи користувачів свого програмного забезпечення залишити пропозиції щодо поліпшення розробок компанії на корпоративному сайті, а також проводить опитування громадської думки.
Певною мірою дані дослідження зачіпають проблему сильного та слабкого інтелектів. Серед дослідників філософії штучного інтелекту, існують кілька думок щодо можливості штучного розуму. Прихильники теорія сильного інтелекту (Strong AI), розробленої Джоном Серлем вказують, що комп'ютери у процесі вдосконалення зможуть мислити, та усвідомлювати себе. Хоча не обов'язково їх мислення буде подібне до людського. Теорія слабкого інтелекту це заперечує.

## Людино-орієнтована обробка даних в Україні та країнах СНД
Людино-орієнтовані методи моделювання в Україні, на жаль, не дуже поширені.
В Росії здійснювалися певні дослідження під керівництвом вченого Алекса Косорукова (англ. crowdsourcingAlex Kosorukoff, 1999). Є також певні роботи дотичні до даного дослідження. Як наприклад: Теоретические и практические основы человеко-компьютерного взаимодействия: базовые понятия человеко-компьютерных систем в информатике и информационной безопасности: Монография / Ред. А. П. Фисун.
Островский А. М. Социально-философские основания гуманизации человеко-компьютерного взаимодействия (Опыт междисциплинарного исследования): Монография / А. М. Островский.

## Перспективи розвитку
Людино-орієнтований метод моделювання є дуже прогресивним методом, який часто є дуже ефективним. Число оцінок, які можна отримати від однієї людини обмежено, оскільки людський інтелект, на відміну від штучного, втомлюється. Тому треба залучати велику кількість людей. Людські оцінки є повільні та дорожчі в порівнянні з комп'ютерними. Тому до його недоліків можна віднести витратність, оскільки потрібно, щоб у дослідженнях брала достатня кількість людей оцінювачів. Тому при виборі методів, крім ефективності, слід враховувати також дану складову. Одним із виходів може бути зміна обладнання для взаємодії між комп'ютером і людиною. Такою є розробка Карла Сімса (Karl Sims), що дозволяє отримувати оцінки від багатьох людей через спеціальні датчики.
Люди, що беруть участь у різних проектах людино-орієнтованого моделювання зазвичай керуються одним або декількома з наступних факторів: — отримання певної частки від результату дослідження — прямі грошові компенсації (наприклад, беручи участь у проектах Amazon Mechanical Turk, Mahalo.com) — бажання урізноманітнити життя, розважатися — естетичне задоволення — цікавість, бажання тестувати щось, зробити дослід — волонтерство, бажання підтримати певну мету проекту — обмін, взаємна допомога — бажання, щоб їх розважали з конкурентними або кооперативного духу гри — бажання спілкуватися та ділитися знаннями — отримання репутації, визнання он-лайн